# Torre dels Pardals
La Torre dels Pardals era una casa del barri del Guinardó de Barcelona, actualment desapareguda.

## Història
Els seus orígens caldria buscar-los en alguna vil·la romana, donat que al segle xix s'hi varen trobar vestigis d'unes termes. En època medieval es va bastir un edifici de forts murs amb una torre alta a un costat que li conferien gairebé el caràcter de castell. De fet va servir de fortalesa en moments de conflicte, per lluitar contra la pirateria o bé en diferents setges de Barcelona. Els turons que envoltaven la masia estaven coberts de vinyes, però l'any1881 arribà la fil·loxera i les va matar totes.
A la darreria del segle xix, la casa fou comprada per Josep Maria Valls i Vicens, un advocat barceloní que la va utilitzar com casa d'estiueig. Després de ser heretada per alguns dels seus fills, el 1915 va ser venuda a Joan Roig i Mallafré, un ric industrial farinaire de Reus, qui la va reformar convertint-la en una casa senyorial d'estil modernista, imperant a l'època. Va encarregar la remodelació al seu cunyat, l'arquitecte Joan Rubió i Bellver, un dels primers deixebles d'Antoni Gaudí, amb qui havia treballat a la Sagrada Família, la Casa Batlló o a la Torre Bellesguard, entre altres obres.
Durant la Guerra Civil, es convertí en l'Escola de la natura, dirigida pel pedagog Joan Puig Elies (President de l'Escola Nova Unificada) i per la seva muller, la mestra Roca. Era una escola de signe racionalista i estava sostinguda pel sindicat del tèxtil de la CNT.
Finalment va ser enderrocada entre els anys 1943 i 1947. Actualment hi ha una illa de cases.